# Лилья, Гертруда
Гертруда Линнея Лилья (швед. Gertrud Linnéa Lilja; 15 мая 1887, Лонгашё — 20 декабря 1984, там же) — шведская писательница.

## Биография и творчество
Гертруда Лилья родилась в 1887 году в деревне Лонгашё (Смоланд). Её отец умер вскоре после её рождения, и матери Гертруды пришлось одной обеспечивать семью и растить детей. Поэтому окончить школу смог только брат Гертруды Яльмар, ей же пришлось оставаться дома и помогать по хозяйству. Её подругой детства стала будущая художница и писательница Элисабет Бергстранд, с которой они вместе рисовали, а позднее учились в Техническом колледже в Карлскруне. Выучившись на гравёра, Гертруда долгое время занималась этой профессией, прежде чем обратилась к литературе.
В 1911 году Гертруда узнала о своём наследственном заболевании — глухоте. Со временем глухота прогрессировала, и Гертруда вела крайне уединённый образ жизни. Тем не менее она активно переписывалась с такими писателями, как Вильгельм Муберг, Юханнес Эдфельт, Астрид Веринг и Пю Сёрман. Её собственный литературный дебют состоялся в 1921 году, когда был напечатан её рассказ «Puckelryggen». В 1924 году вышел её сборник рассказов «Den besvärliga gåvan», положительно встреченный критиками. Впоследствии Гертруда Лилья продолжала писать рассказы, однако известность она приобрела благодаря своим романам, первый из которых, «Paulina», был опубликован в 1927 году. Наибольший успех имел роман «Kvinnorna i släkten» (1936), отчасти основанный на фактах биографии самой писательницы.
В своём творчестве Гертруда Лилья одновременно выражала скептицизм в отношении современного общества и критиковала «старые добрые времена». Хотя ранние её произведения высоко оценивались критиками, постепенно она стала восприниматься как автор «женской» и «развлекательной» литературы, что сама писательница считала незаслуженным. Несмотря на то, что книги Гертруды Лилья пользовались успехом у читателей, ей приходилось переживать периоды финансовых затруднений и сотрудничать с периодическими изданиями, в том числе отвечая на вопросы читателей в собственной рубрике «Fru Gertrud’s spalt» в журнале «Veckorevyn».
В 1939 году Гертруда Лилья вышла замуж за Акселя Юханссона. Через девять лет её муж умер. Остаток жизни писательница провела в родном доме в Лонгашё, где умерла в 1984 году в возрасте 97 лет.